# Irreguläre Sagittarius-Zwerggalaxie
Die Irreguläre Sagittarius-Zwerggalaxie ist eine Zwerggalaxie im Sternbild des Schützen. Der Abstand zur Erde beträgt 3,4 Millionen Lichtjahre. Sie ist damit das entfernteste Mitglied der Lokalen Gruppe. Die Galaxie enthält im Vergleich zur Milchstraße nur relativ geringe Mengen an schweren Elementen.
Die Irreguläre Sagittarius-Zwerggalaxie ist nicht zu verwechseln mit der Elliptischen Sagittarius-Zwerggalaxie, einem Begleiter unserer Galaxie, der Milchstraße.
Das Objekt wurde am 13. Juni 1977 am Schmidt-Teleskop der ESO entdeckt.

## Galerie

In der Mitte des Bildes (Very Large Telescope (VLT) der ESO)